# Mountainview (circonscription territoriale)
Pour les articles homonymes, voir Mountain View.
Circonscription électorale territoriale du Canada
Mountainview est une circonscription territoriale à l'Assemblée législative du Yukon, territoire du Canada.
La circonscription a été créée lors de l'élection territoriale du mardi 11 octobre 2011.

## Liste des députés
|  | 2011 - 2016     | Darrell Pasloski | Parti du Yukon |
|  | 2016 - 2021     | Jeanie Dendys    | Libéral        |
|  | 2021 - en cours | Jeanie Dendys    | Libéral        |

## Résultats électoraux
| Élections générales yukonnaises de 2011 | Élections générales yukonnaises de 2011 | Élections générales yukonnaises de 2011 | Élections générales yukonnaises de 2011 |
| Candidat                                | Candidat                                | Parti                                   | # de voix                               |
| --------------------------------------- | --------------------------------------- | --------------------------------------- | --------------------------------------- |
|                                         | Darrell Pasloski                        | Parti du Yukon                          | 480                                     |
|                                         | Stephen Dunbar-Edge                     | NPD                                     | 376                                     |
|                                         | Dave Sloan                              | Libéral                                 | 216                                     |
| Total                                   | Total                                   | Total                                   | 1072                                    |